# Liste der Kulturdenkmale in Osterhever
In der Liste der Kulturdenkmale in Osterhever sind alle Kulturdenkmale der schleswig-holsteinischen Gemeinde Osterhever (Kreis Nordfriesland) und ihrer Ortsteile aufgelistet (Stand: 10. März 2025).

## Legende
In den Spalten befinden sich folgende Informationen:
- Objekt-ID: die Nummer des Kulturdenkmales
- Lage: die Adresse des Kulturdenkmales und die geographischen Koordinaten. Kartenansicht, um Koordinaten zu setzen. In der Kartenansicht sind Kulturdenkmale ohne Koordinaten mit einem roten Marker dargestellt und können in der Karte gesetzt werden. Kulturdenkmale ohne Bild sind mit einem blauen Marker gekennzeichnet, Kulturdenkmale mit Bild mit einem grünen Marker.
- Offizielle Bezeichnung: Bezeichnung des Kulturdenkmales
- Beschreibung: die Beschreibung des Kulturdenkmales
- Bild: ein Bild des Kulturdenkmales

## Sachgesamtheiten
| Objekt-ID      | Lage                                             | Offizielle Bezeichnung | Beschreibung | Bild                             |
| -------------- | ------------------------------------------------ | ---------------------- | --- | -------------------------------- |
| 40639 Wikidata | Dörpstraat (54° 23′ 8″ N, 8° 45′ 52″ O)          | Kirche St. Martin      | Aktualisierung vorgesehen - Begründung: geschichtlich, künstlerisch, städtebaulich, Kulturlandschaft prägend - Schutzumfang: Kirche St. Martin mit Ausstattung, Kirchhof, Grabmale bis 1870, Gruft 1774, Graft um den Kirchhof | weitere Fotos \| Fotos hochladen |
| 51689          | Westerheverstraße 4 (54° 22′ 45″ N, 8° 45′ 4″ O) | Osthof                 | Osthof; Ensemble bestehend aus Wohn- und Wirtschaftsgebäude, im Kern 1888, Umbau 1926, mit eingeschossigem Backsteinwohnhaus unter hohem Walmdach, Front mit Mittelrisalit und rundem Standerker in Formen der Heimatschutzarchitektur sowie rückwärtig angeschlossenem Wirtschaftstrakt aus Backstein unter schiefergedecktem Satteldach und Gartenanlage mit Zierbrunnen und Gartenhaus von 1925 sowie Toreinfahrt in neogotischen Formen - Begründung: geschichtlich, Kulturlandschaft prägend - Schutzumfang: Wohn- und Wirtschaftsgebäude, Garten mit Gartenhaus, Toreinfahrt, Brunnen | BW                               |

## Bauliche Anlagen
| Objekt-ID      | Lage                                              | Offizielle Bezeichnung            | Beschreibung | Bild                             |
| -------------- | ------------------------------------------------- | --------------------------------- | --- | -------------------------------- |
| 4415           | Dörpstraat 13 (54° 23′ 8″ N, 8° 45′ 56″ O)        | Pastorat                          | Pastorat; 1860; eingeschossiger, traufständiger Backsteinbau unter schiefergedecktem Satteldach, Mauerwerk mit Zierfriesen, übergiebelter zweigeschossiger Mittelrisalit, segmentbogenförmige Fenster- und Türstürze - Begründung: geschichtlich, städtebaulich - Schutzumfang: gesamtes Objekt Denkmaltyp: Bauliche Anlage | BW                               |
| 808 Wikidata   | Dörpstraat 15 (54° 23′ 10″ N, 8° 46′ 18″ O)       | Haubargscheune Ketels             | Alteintragung (Aktualisierung vorgesehen) - Begründung: geschichtlich - Schutzumfang: gesamtes Objekt - Denkmaltyp: Bauliche Anlage | BW                               |
| 42433          | Dörpstraat 16 (54° 23′ 8″ N, 8° 46′ 1″ O)         | Wohn- und Wirtschaftsgebäude      | Wohn- und Wirtschaftsgebäude; 19. Jh.; T-förmige Hofanlage aus roten Ziegeln, reetgedecktes Schopfwalmdach, Wohnteil in Ost-Westausrichtung, nördlicher ehem. Stallflügel - Begründung: geschichtlich, städtebaulich, Kulturlandschaft prägend - Schutzumfang: gesamtes Äußeres - Denkmaltyp: Bauliche Anlage | BW                               |
| 4120 Wikidata  | Dörpstraat (54° 23′ 8″ N, 8° 45′ 52″ O)           | Kirche St. Martin mit Ausstattung | Die evangelische Kirche steht auf einer Warft und wurde im 13. Jahrhundert erbaut. Der Dachreiter kam 1908 hinzu. Im Inneren ein Altar aus dem Jahr 1520. Der Taufengel aus Holz entstand 1822. Alteintragung (Aktualisierung vorgesehen) - Begründung: geschichtlich, künstlerisch, städtebaulich - Schutzumfang: gesamtes Objekt - Denkmaltyp: Bauliche Anlage, Sachgesamtheit: Kirche St. Martin                                | weitere Fotos \| Fotos hochladen |
| 22414 Wikidata | Kömdiek 6 (54° 23′ 19″ N, 8° 44′ 19″ O)           | Haubarg Großerhof                 | Der Haubarg wurde wahrscheinlich um 1698 bis 1699 erbaut. Alteintragung (Aktualisierung vorgesehen) - Begründung: Alteintragung (Aktualisierung vorgesehen) - Schutzumfang: Alteintragung (Aktualisierung vorgesehen) - Denkmaltyp: Bauliche Anlage | BW                               |
| 4404 Wikidata  | Kömdiek 8 (54° 23′ 22″ N, 8° 43′ 24″ O)           | Haubarg Mittelhof                 | Auf einem Zahlenanker steht das Jahr 1873, das ist wahrscheinlich das Baujahr des Haubargs. Er ist reetgedeckt. Alteintragung (Aktualisierung vorgesehen) - Begründung: Alteintragung (Aktualisierung vorgesehen) - Schutzumfang: Alteintragung (Aktualisierung vorgesehen) - Denkmaltyp: Bauliche Anlage | BW                               |
| 4405 Wikidata  | Kömdiek 10 (54° 23′ 40″ N, 8° 42′ 33″ O)          | Haubargscheune Westerhof          | Die Scheune wurde 1871 erbaut. Alteintragung (Aktualisierung vorgesehen) - Begründung: Alteintragung (Aktualisierung vorgesehen) - Schutzumfang: Alteintragung (Aktualisierung vorgesehen) - Denkmaltyp: Bauliche Anlage | BW                               |
| 22417 Wikidata | Kömdiek 10 (54° 23′ 37″ N, 8° 42′ 45″ O)          | Wohnhaus Westerhof                | Alteintragung (Aktualisierung vorgesehen) - Begründung: Alteintragung (Aktualisierung vorgesehen) - Schutzumfang: Alteintragung (Aktualisierung vorgesehen) - Denkmaltyp: Bauliche Anlage | BW                               |
| 9810           | Schockenbüll 2 (54° 23′ 11″ N, 8° 48′ 6″ O)       | Osterhof                          | Osterhof; Mitte 19. Jh., im Kern wohl 18. Jh.; eingeschossiger, traufständiger Backsteinbau unter reetgedecktem Walmdach, Mauerwerk mit Trauffries und Ankern, übergiebelter zweigeschossiger Risalit - Begründung: geschichtlich, Kulturlandschaft prägend - Schutzumfang: Osterhof, Warft, Graf - Denkmaltyp: Bauliche Anlage | BW                               |
| 4406           | Westerheverstraße 4 (54° 22′ 46″ N, 8° 45′ 3″ O)  | Wohn- und Wirtschaftsgebäude      | Wohn- und Wirtschaftsgebäude; im Kern 1888, Umbau 1926; eingeschossiges Backsteinwohnhaus unter hohem Walmdach, Front mit Mittelrisalit und rundem Standerker in Formen der Heimatschutzarchitektur, zweigeschossiger Wirtschaftstrakt aus Backstein unter schiefergedecktem Satteldach - Begründung: geschichtlich, Kulturlandschaft prägend - Schutzumfang: gesamtes Objekt - Denkmaltyp: Bauliche Anlage, Sachgesamtheit: Ostho | BW                               |
| 4407 Wikidata  | Westerheverstraße 6 (54° 22′ 29″ N, 8° 44′ 10″ O) | Haubarg Tetens                    | Der Haubarg wurde wahrscheinlich in der ersten Hälfte des 18. Jahrhunderts erbaut. Er ist reetgedeckt. Alteintragung (Aktualisierung vorgesehen) - Begründung: Alteintragung (Aktualisierung vorgesehen) - Schutzumfang: Alteintragung (Aktualisierung vorgesehen) - Denkmaltyp: Bauliche Anlage | BW                               |
| 4408 Wikidata  | Westerheverstraße 8 (54° 22′ 29″ N, 8° 43′ 55″ O) | Haubarg Katharinenhof             | Alteintragung (Aktualisierung vorgesehen) - Begründung: Alteintragung (Aktualisierung vorgesehen) - Schutzumfang: Alteintragung (Aktualisierung vorgesehen) - Denkmaltyp: Bauliche Anlage | BW                               |
| 22415          | Westerheverstraße 10 (54° 23′ 5″ N, 8° 43′ 0″ O)  | Haubargscheune Westhof            | Haubargscheune; 1863; Stall- und Scheunengebäude mit Außenmauern aus rotem Backstein, Vierkant aus acht Kieferständern, Westseite mit zwei Spitzgiebeln über Lootor und Stalltür, zwei weitere Einfahrten, halbrunde Gusseisenfenster - Begründung: geschichtlich, Kulturlandschaft prägend - Schutzumfang: gesamtes Objekt - Denkmaltyp: Bauliche Anlage                                                                          | BW                               |

## Gründenkmale
| Objekt-ID      | Lage                                    | Offizielle Bezeichnung | Beschreibung | Bild |
| -------------- | --------------------------------------- | ---------------------- | --- | ---- |
| 19558 Wikidata | Dörpstraat (54° 23′ 9″ N, 8° 45′ 51″ O) | Kirchhof               | Alteintragung (Aktualisierung vorgesehen) - Begründung: geschichtlich, Kulturlandschaft prägend - Schutzumfang: Kirchhof, Grabmale bis 1870, Gruft 1774, Graft um den Kirchhof - Denkmaltyp: Gründenkmal, Sachgesamtheit: Kirche St. Martin | BW   |

## Quelle
- Liste der Kulturdenkmale in Schleswig-Holstein – Kreis Nordfriesland (PDF)

- Karte mit allen Koordinaten:
- OSM |
- WikiMap